# Palacio de la Luz

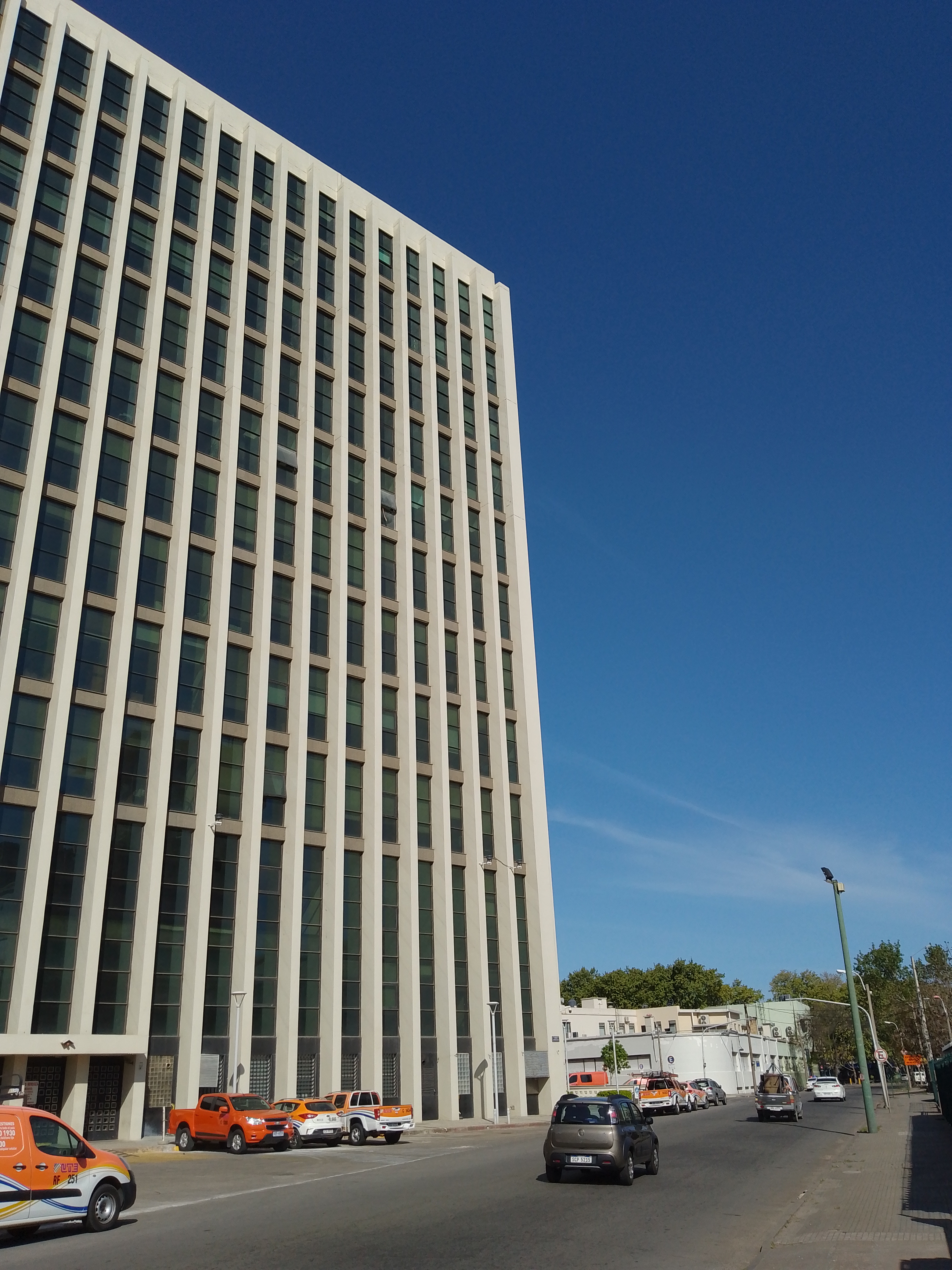
Vista desde la calle Mendoza

El Palacio de la Luz es un edificio ubicado en el barrio de la Aguada, en la ciudad de Montevideo, en este edificio están ubicadas las oficinas centrales de la Administración Nacional de Usinas y Transmisiones Eléctricas. 
Se destaca por su gran porte y sus líneas simples. Sus cuatro caras vidriadas reciben luz exterior. Por estar ubicado en una zona de construcciones más bajas se ha vuelto un punto referencial de la ciudad. Desde 1995 es Bien de Interés Departamental 

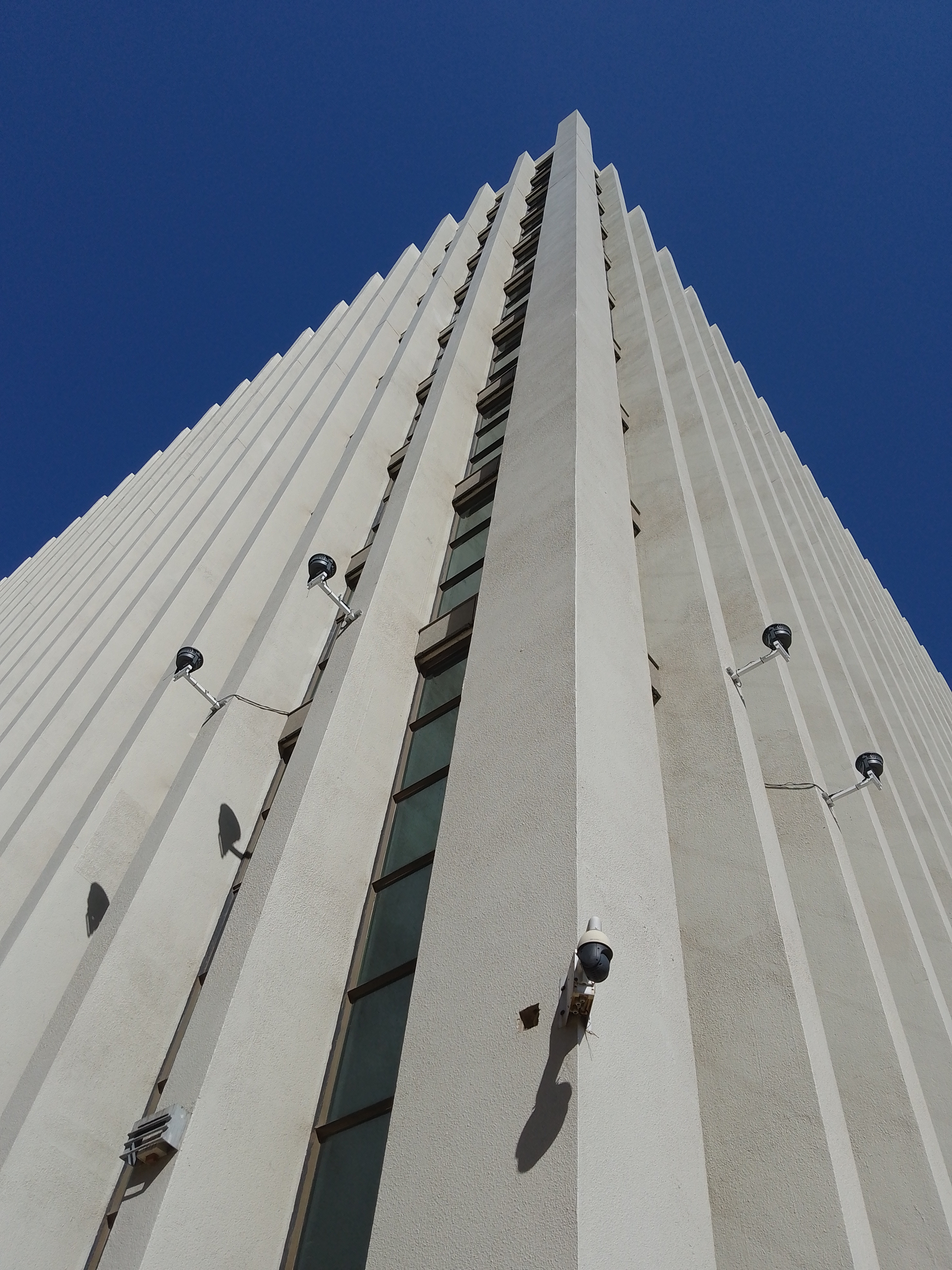

## Historia
El edificio fue diseñado por el arquitecto Román Fresnedo Siri en el año 1946, que por ese entonces era funcionario de dicha Administración. Fue inaugurado el 22 de agosto de 1952.
En su hall principal posee un mural creado por el artista Eduardo Yepes que tiene forma de una descarga eléctrica.

### Incendio
El 13 de agosto de 1993, sucedió un terrible incendio que afecto el octavo, noveno y parte del décimo piso. Debido al incendio, se efectuó un rescate en helicóptero sin precedentes hasta entonces en Uruguay. Así fue como pudo salvarse la vida de cinco personas que estaban atrapadas en el edificio. Cinco funcionarias fallecieron por asfixia.